# Satzung (öffentliches Recht)
Als öffentlich-rechtliche Satzung bezeichnet man in Deutschland Rechtsnormen, die von einer mit Satzungsautonomie ausgestatteten juristischen Person des öffentlichen Rechts für ihren Bereich erlassen werden.
Öffentlich-rechtliche Satzungen beruhen auf einer öffentlich-rechtlichen Satzungsautonomie, während privatautonome Satzungen in der Privatautonomie gründen. Das Selbstverwaltungsrecht juristischer Personen des öffentlichen Rechts wird auch Autonomie genannt, weshalb man herkömmlich im öffentlichen Recht auch von autonomer Satzung spricht – auch wenn in einem weiteren Sinn die privatrechtlichen Satzungen ebenfalls „autonome Satzungen“ sind.

## Allgemeines
Der herkömmliche (öffentlich-rechtliche) Satzungsbegriff wird vom Bundesverfassungsgericht so referiert:

„Unter einer Satzung versteht man gemeinhin Rechtsvorschriften, die von einer dem Staat eingeordneten juristischen Person des öffentlichen Rechts im Rahmen der ihr gesetzlich verliehenen Autonomie mit Wirksamkeit für die ihr angehörigen und unterworfenen Personen erlassen werden.
Satzungen sind objektives Recht. Sie haben mit den Rechtsverordnungen gemein, daß sie nicht in dem von der Verfassung für die Gesetzgebung vorgeschriebenen Verfahren zustande kommen, unterscheiden sich von den Rechtsverordnungen jedoch dadurch, daß sie von einer nichtstaatlichen Stelle erlassen werden.“

Die Funktion der Selbstverwaltungsautonomie umschreibt das Bundesverfassungsgericht wie folgt:

„Die Verleihung von Satzungsautonomie hat ihren guten Sinn darin, gesellschaftliche Kräfte zu aktivieren, den entsprechenden gesellschaftlichen Gruppen die Regelung solcher Angelegenheiten, die sie selbst betreffen und die sie in überschaubaren Bereichen am sachkundigsten beurteilen können, eigenverantwortlich zu überlassen und dadurch den Abstand zwischen Normgeber und Normadressat zu verringern. Zugleich wird der Gesetzgeber davon entlastet, sachliche und örtliche Verschiedenheiten berücksichtigen zu müssen, die für ihn oft schwer erkennbar sind und auf deren Veränderungen er nicht rasch genug reagieren könnte. Das Bundesverfassungsgericht hat niemals in Zweifel gezogen, daß sich der Autonomiegedanke sinnvoll in das System der grundgesetzlichen Ordnung einfügt".“

## Satzungsgewalt
Selbstverwaltungskörperschaften können durch Satzung objektives Recht für ihren Aufgabenbereich setzen. Dieses Selbstverwaltungsrecht folgt für die Kommunen aus Art. 28 Abs. 2 GG, der bestimmt, dass den Gemeinden das Recht gewährleistet sein muss, alle Angelegenheiten der örtlichen Gemeinschaft im Rahmen der Gesetze in eigener Verantwortung zu regeln.
Nach den deutschen Gemeindeordnungen können die Gemeinden ihre eigenen Angelegenheiten durch Satzung regeln (Satzungsgewalt; z. B. § 10 Abs. 1 Niedersächsisches Kommunalverfassungsgesetz (NKomVG)). Der Gemeinderat erlässt, ändert oder hebt Satzungen auf (§ 58 Abs. 1 Nr. 5 NKomVG). Für die Gemeinde sind wesentliche Fragen in einer Hauptsatzung zu regeln (§ 12 Abs. 1 NKomVG). In ihr sind u. a. auch Regelungen zu treffen, wie die Verkündung von Rechtsvorschriften erfolgt (§ 11 Abs. 1, S. 2 NKomVG). Die Satzung ist sodann durch den Bürgermeister zu unterzeichnen und öffentlich bekannt zu machen (§ 11 Abs. 1, S. 1 NKomVG). Nach Bekanntmachung muss die Satzung nebst Anlagen für jedermann einsehbar sein (§ 10 Abs. 4 NKomVG).
Der Erlass einer Satzung durch Organe einer Selbstverwaltungskörperschaft ist ein wesentliches Merkmal autonomer Rechtsetzung. Dieses Selbstverwaltungsrecht folgt für die Kommunen aus Art. 28 Abs. 2 GG, der bestimmt, dass den Gemeinden das Recht gewährleistet sein muss, alle Angelegenheiten der örtlichen Gemeinschaft im Rahmen der Gesetze in eigener Verantwortung zu regeln. „Der Terminus ‚regeln‘ gewährleistet nicht allein den Erlass von Verwaltungsakten, sondern ein generelles Ordnen durch Satzung.“

## Inhalt
Satzungen müssen wie andere Rechtsnormen (etwa Gesetze) inhaltlich hinreichend bestimmt sein (Art. 20 Abs. 3 GG). Danach müssen auch für den juristischen Laien Inhalt und Tragweite einer Satzung weitgehend subsumierbar sein. Schließlich muss eine Satzung verhältnismäßig sein, was durch spezifische Befreiungsregelungen erreicht werden kann. Dann sind Satzungen materiell rechtmäßig. Satzungen können die Verfassung der jeweiligen Körperschaft konstituieren und darüber hinaus auch Detailregelungen für ihr spezifisches Aufgabengebiet enthalten. Wesentliches ist hingegen durch Parlamentsgesetz zu regeln. Zum Verfassungsrecht gehört in einer Satzung insbesondere die Errichtung der Organe einer Körperschaft, die Beschreibung des Aufgabengebiets und die Festlegung ihrer Finanzhoheit. Die Organe haben vertretende, kontrollierende oder stimmrechtsausübende Funktion. Das der Körperschaft kraft Gesetz zugewiesene Aufgabengebiet wird durch die Satzung konkretisiert und umsetzbar gemacht. Insbesondere wird geregelt, welche Aufgaben für welchen Personenkreis zur Verfügung stehen und ob und inwieweit Gebühren oder Beiträge in bestimmter Höhe zu entrichten sind. In der Haushaltssatzung wird die Aufstellung eines Haushaltsplans geregelt. Auch die Haushaltssatzung unterliegt den satzungsrechtlichen Regelungen.
Anstalten haben keine (Zwangs-)Mitglieder und müssen daher durch Satzung unter den Voraussetzungen des § 13 NKomVG einen Anschluss- und Benutzungszwang für den übertragenen Aufgabenkreis anordnen. Aus der Ermächtigung zum Erlass einer gemeindlichen Satzungen muss sich zweifelsfrei entnehmen lassen, welchen Gegenstand die Satzung betreffen darf. Ein Anschluss- oder Benutzungszwang darf nur durch Satzung angeordnet werden. Die Gemeinden dürfen diesen Anschluss- oder Benutzungszwang für solche Einrichtungen einführen, die der Volksgesundheit dienen (insbesondere Straßenreinigung, Müllabfuhr, Wasserversorgung, Abwasserbeseitigung, Energieversorgung). Während der Anschlusszwang grundstücksbezogen ist und nur Grundstückseigentümer und Erbbauberechtigte verpflichtet, ist der Benutzungszwang personenbezogen und verbietet die Benutzung ähnlicher Einrichtungen.
Schließlich kann zwischen Satzungen mit Außen- und mit bloßer Innenwirkung unterschieden werden. Während Satzungen mit Außenwirkung verbindlich auch für Dritte (etwa Bürger) sind, gelten Satzungen mit Innenwirkung ausschließlich für die jeweilige Körperschaft, die Organe und für deren Verwaltung. Zu letzterer Gruppe ist beispielsweise die Hauptsatzung und die Haushaltssatzung zu zählen.

## Rechtswirkungen
Der Satzungsinhalt wirkt gegenüber den betroffenen Bürgern wie eine Rechtsnorm. Die betroffenen Kreise werden durch den Inhalt berechtigt und verpflichtet. Die die Ordnungswidrigkeit ahndende Verwaltungsbehörde im Sinne des § 36 Abs. 1 Nr. 1 OWiG ist die Gemeinde. Eine gegen höherrangiges Recht verstoßende Satzung ist nichtig, entfaltet also von Beginn an (ex tunc) keinerlei Rechtswirkungen. Sofern es die Landesverfassungen vorsehen, können Satzungen durch eine Normenkontrollklage gemäß § 47 Abs. 1 Nr. 2 VwGO überprüft werden.
Der vorsätzliche oder fahrlässige Verstoß gegen ein Gebot oder Verbot einer Satzung kann eine Ordnungswidrigkeit darstellen. Ob und wann dies der Fall ist bestimmt sich nach Maßgabe der Gemeindeordnungen des jeweiligen Landes. Keinesfalls jedoch stellt jeder Verstoß automatisch eine Ordnungswidrigkeit dar. So obliegt es im Land Hessen der rechtssetzenden Gemeinde eine entsprechende schuldhafte Zuwiderhandlung durch entsprechende Verweisung in der Satzung zur Ordnungswidrigkeit zu erklären (§ 5 Abs. 2, S. 2 HGO). Im Unterschied hierzu stellt beispielsweise im Land Niedersachsen ein schuldhafter Verstoß gegen ein Gebot oder Verbot der gemeindlichen Satzung automatisch eine Ordnungswidrigkeit dar, ohne dass es hierfür einer gesonderten Bestimmung bedarf, sofern nur in der Satzung auf den Bußgeldtatbestand hingewiesen wurde (§ 10 Abs. 5 NKomVG). Es handelt sich dabei um einen sog. Blanketttatbestand.
Satzungen haben durch die Erhebung von Gebühren und Abgaben erhebliche finanzielle Auswirkungen auf die hierdurch belasteten Bürger und müssen deshalb den Grundsatz der Abgabengerechtigkeit befolgen. Eine satzungsbedingte Gebührenfestsetzung ist dann zu beanstanden, wenn hierdurch die hierfür geltenden (landes-)rechtlichen Obergrenzen (Verbote der Kostenüberdeckung und unangemessenen Gewinnerzielung) überschritten werden.

## Öffentlich-rechtliche Juristische Personen mit Satzungsautonomie
- Zu den mit Satzungsautonomie ausgestatteten juristischen Personen des öffentlichen Rechts gehören
  - Gebietskörperschaften
    - Gemeinden
    - Gemeindeverbände
    - Bundesländer
    - Der Bund

  - Personal- und Realkörperschaften
    - Industrie- und Handelskammern
    - Handwerkskammern
    - Berufskammern
    - Universitäten (jedenfalls überwiegend)

  - Anstalten des öffentlichen Rechts[12]
  - Körperschaften des öffentlichen Rechts
  - Stiftungen des öffentlichen Rechts

Satzungsautonomie haben etwa auch öffentlich-rechtliche Rundfunkanstalten und die Deutsche Bundesbank.